# Skorveluva
Skorveluva är (eller snarare var) en skinnluva försedd med en kraftig stropp, tillverkad med avsikt att avlägsna den numera utrotade hudsjukdomen skorv: "Man tillverkade en skinnluva, upptill försedd med en kraftig stropp. Inuti beströks den med beck, varefter den trycktes ner över håret, där den fick sitta, så [länge] att håret riktigt klibbade fast i becket. Barnet ställdes så på en stol, stroppen fästes vid en kraftig märla i taket, stolen ryktes undan, och barnet föll så att beckluvan med ett ryck slets loss från huvudet. Håret följde med, och med detta löss och sårskorpor. Kvar var ett enda blödande sår. Detta läktes så småningom."
Att kalla någon för skorveluva räknades på 1700-talet som en straffbar förolämpning.